# Sittasomus griseicapillus
Sittasomus griseicapillus là một loài chim trong họ Furnariidae.